# ピーウィーの大冒険
『ピーウィーの大冒険』（ピーウィーのだいぼうけん、Pee-wee's Big Adventure）は、1985年に公開されたアメリカ映画である。

## 概要
本作は子供番組で人気を博したポール・ルーベンス演じるキャラクター「ピーウィー・ハーマン」の初主演映画である。もともと演劇集団ザ・グラウンドリングスに所属していたルーベンスは、何か強烈なキャラクターはないかという悩みからこのキャラクターを思いついた。舞台・テレビに出演するや否や、子供からの絶大な人気を博し、番組ホストとしてのポジションに君臨した。また、ティム・バートンも本作で長編映画監督のデビューを飾っている。脚本にはルーベンスをはじめ、当時同じくザ・グラウンドリングスに所属していたコメディアンのフィル・ハートマンらも参加している。低予算で製作された本作だが、本国アメリカではヒットを記録した。そのようなメインストリームでの成功がありつつ、同時にカルト映画としても扱われている。
日本では劇場公開されておらず、ビデオソフトとして発売された。

## ストーリー
とある郊外の一軒家に住むピーウィー・ハーマン（ポール・ルーベンス）は、大切にしている赤い自転車が大のお気に入り。ある日、マジック・グッズを買いに町へ出たピーウィーは何者かに自転車を盗まれてしまう。あまりのショックに取り乱したピーウィーは、自転車を探すべく独自に調査をし始める。調査の一環で訪れたインチキ占い師（エリカ・ヨーン）から「アラモ」へ向かえと告げられたのを鵜呑みにし、ピーウィーはテキサスのアラモ伝道所を目指す。そんなピーウィーに道中で様々な騒動が巻き起こる。

## キャスト
※括弧内は日本語吹替
- ピーウィー・ハーマン - ポール・ルーベンス（島田敏）
- ドティ - エリザベス・デイリー（安達忍）
- フランシス・バクストン - マーク・ホルトン（安西正弘）
- シモーヌ - ダイアン・サリンジャー（小宮和枝）
- ミッキー - ジャド・オーメン（朝戸鉄也）
- 執事 - プロフェッサー・タナカ（荒川太朗）
- ラージマージ - アリス・ナン
- ティナ - ジャン・フックス
- 記者 - フィル・ハートマン
- ケヴィン・モートン - ジェイソン・ハーヴェイ（神代知衣）
- ジェームズ・ブローリン（江原正士）
- モーガン・フェアチャイルド（伊倉一恵）
- ミルトン・バール（クレジットなし）（村松康雄）

## スタッフ
- 監督：ティム・バートン
- 製作：ロバート・シャピロ、リチャード・ギルバート・エイブラムソン
- 製作総指揮：ウィリアム・E・マッキューン
- 脚本：フィル・ハートマン、ポール・ルーベンス、マイケル・ヴァーホル
- 音楽：ダニー・エルフマン
- 撮影：ヴィクター・J・ケンパー
- 編集：ビリー・ウェバー

## 評価
レビュー・アグリゲーターのRotten Tomatoesでは46件のレビューで支持率は87%、平均点は7.90/10となった。Metacriticでは14件のレビューを基に加重平均値が47/100となった。

## 補足
- 本作を監督する前に、ティム・バートンはウォルト・ディズニーでアニメーターとして働いており、ディズニーの出資で短編映画『フランケンウィニー』を製作した。子供向けではないと当時はお蔵入りになってしまうが、業界内では評判を呼び、この作品を見たプロデューサーとポール・ルーベンスから監督を打診された。
- 音楽を手掛けたダニー・エルフマンも、この作品で商業用の映画音楽家としてデビューしている。もともとこの作品の音楽を手掛けることになったきっかけは、バートンがエルフマンがボーカルとして活動していたカルトロックバンドの「オインゴボインゴ」のファンだったことにある。その後、バートン作品のほとんどの音楽はエルフマンが手掛けている。
- バートンがアニメーター出身という理由もあり、アニメーションやストップモーション・アニメーションが技法として所々に使われている。なお、ピーウィーがスタジオ内を奔走する場面では、ジェームズ・ブローリンやモーガン・フェアチャイルドが客演しており、ゴジラとキングギドラも登場する[7][8][1]。しかし、無許可での登場だったため、配給元のワーナー・ブラザースはゴジラの著作権を有する東宝から訴えられた[9][1]。その後、バートンは『マーズ・アタック!』（1996年）で正式に東宝の許可を得て、『ゴジラvsビオランテ』（1989年）の映像を流用している[8]。
- 本作は自転車を盗まれたピーウィーがそれを探しに旅に出るという物語であるが、ジャマイカ映画『ロッカーズ』から着想を得たという見方もされている。